# ポール・アロオ
ポール・クローデル・アロオ・エフル（Paul Claudel Alo'o Efoulou、1983年11月12日 - ）は、カメルーン・ヤウンデ出身の元サッカー選手。現役時代のポジションはFW。

## 経歴
2002年からベルギーのREムスクロンに所属し、その後複数のクラブを渡り歩き、2008年にASナンシーに移籍した。

## 代表歴
2009年3月28日、カメルーン代表として2010 FIFAワールドカップ・アフリカ予選のトーゴ代表戦でデビューした。

## 所属クラブ
- REムスクロン 2002-2003
- ラシン・クラブ・ド・フランス 2003-2004
- アンタント・サノワ・サン＝グラシアン  2004-2007
- アンジェSCO 2007-2008
- ASナンシー 2008-2013

→ アンジェSCO 2008-2009 (loan)
→ ル・アーヴルAC 2011-2012 (loan)
- アル・タアーウンFC 2013-2016
- アル・スィーリーヤSC 2016-2017

→ カタールSC 2017 (loan)
- FCマルティーグ 2017-2018
- CSOアンネヴィル 2019